# Eadberht III Præn
Eadberht III Præn av Kent, död 798, var en engelsk monark. Han var kung av Kent 796–798. 